# Lissodelphis peronii
El delfín meridional sin aleta o delfín liso del sur (Lissodelphis peronii) es una especie de cetáceo odontoceto de la familia Delphinidae. Es el único delfín sin aleta dorsal en el hemisferio sur.

## Descripción
Es un delfín alargado y esbelto. La característica más importante es la ausencia de la aleta dorsal. Mide entre 2 y 3 m. La zona dorsal es negra, y la ventral, incluida la cara y el melón, son de color blanco. Su dieta se basa en peces, calamares y pulpos.
Tiene un cuerpo pequeño, estilizado y delgado. Sus aletas son principalmente blancas, pequeñas y curvadas, con una muesca en el borde medio y cóncava al final. Su hocico es corto, bien definido y blanco. Tienen entre 43 a 49 dientes en cada hilera de ambas mandíbulas. El peso está entre 60 y 100 kilos. Debido a su forma altamente hidrodinámica conforman unos de los cetáceos más veloces del mundo llegando a alcanzar velocidades de hasta 60 km/h.

## Población y distribución
Habita en el hemisferio sur, en aguas frías, acercándose ocasionalmente a la costa. Esta especie nada en grupos de dos hasta 100 individuos. Se asocian con otros cetáceos pequeños. Se desplazan dando grandes saltos, frecuentemente en parejas, a ras de la superficie del agua.

## Apareamiento y caza
Como otros cetáceos, los delfines utilizan los sonidos, la danza y el salto para comunicarse, orientarse y alcanzar sus presas; además utilizan la ecolocación.